# 史密斯威森M76衝鋒槍
史密斯威森M76（英語：Smith & Wesson Model 76）是一款由美国槍械公司史密斯威森所研製、並在1967年至1974年間生產的冲锋枪，是瑞典卡爾·古斯塔夫M/45的仿製版本，發射9×19毫米魯格手枪子彈。

## 歷史
在越南战争期間，美國海軍特種部隊海豹部隊和中央情报局在越南的情報特工人員和顧問很喜歡使用瑞典卡爾·古斯塔夫M/45衝鋒槍，但當他們在南越使用該武器的照片經媒體曝光以後，卻因瑞典民眾站在反戰立場而導致在瑞典全國掀起了抗議浪潮。結果在1966年，因為瑞典政府反對越南戰爭，而被迫全部中止所有對美國出售武器的交易。但這樣做卻令本來想以瑞典M/45衝鋒槍在執行东南亚隐蔽行动期間使用的美國海軍海豹部隊產生了一個問題，因此他們需要一款能代替卡爾·古斯塔夫M/45的現代化衝鋒槍。
同樣在1966年，注意到這一點的史密斯威森初開始生產M76（M/45的仿製型），並且在1967年1月試射成功後完成正式生產的準備；美國海軍把其定型為Mk 24，而且已經開始在越南試用。然而，到了史密斯威森準備好大量生產的那個時候，美國海軍也沒有多大採用它；而且美國政府決定退出南越，他們也就不再需要這批武器。結果M76只是少量生產（主要是軍隊文職人員、警察和民用市場銷售，而且銷量並不好）。
1968年，史密斯威森工程師，研究電子發射無殼彈藥的槍械的可能性，創建了一個類似M76的原型武器，但亦包括一些改動，以便它可以發射無殼彈藥。在外觀上與標準M76是相同的，除了在扳機護環前面與機匣下方的外殼型結構裡裝有兩顆12伏特电池。雖然該槍的運作相當出色，但亦證明彈藥容易受到粗糙的處理和元素所損害，該項目最終被廢棄。
最後在1974年，史密斯威森將M76停產。

## 設計概述
由於M76衝鋒槍是為了取代美國海軍所使用的卡爾·古斯塔夫M/45衝鋒槍而設計的，因此兩款衝鋒槍的結構設計十分相似。
M76衝鋒槍採用了圓筒狀機匣，上部的圓筒部分容納槍機和復進簧節套等零件，下部的方形部分容納發射機構和彈匣插座等零件。機匣後端安裝有手槍握把和金屬製造的可折疊式框形槍托。而在機匣右側亦設有旋轉式快慢機（在卡爾·古斯塔夫M/45方面則只有M/45D警用型同樣具有），能在保險、半自動和全自動射擊方式三個檔位之間選擇。

## 衍生型

### MK760
1983年，兩個美國人麥克·儒匹寧爾（英語：Mike Ruplinger）和肯尼斯·多米尼克（英語：Kenneth Dominick）成立了一家名為MK武器（MK Arms）的公司，並且收購了史密斯威森M76的生產權。他們開始生產它的仿製型，並且命名為MK武器MK760，有一些原本使用史密斯威森M76的機構，例如在庫存中仍然具有一些原型M76的美國海軍，也開始向他們購買MK武器生產的備用零件。MK武器公司也產生了MK760的卡賓槍型（只能半自動射擊）和手槍型（沒有槍托和截短槍管）。可是後來卻因為1986年，政府頒布的槍械擁有者保護法案（英語：Firearm Owners' Protection Act，簡稱：FOPA），禁止平民擁有正在註冊全新生產的任何自動武器，MK武器公司的業務隨即結束。

### M76A1
1984年，多米尼克和儒匹寧爾分道揚鑣，而多米尼克開始生產其M76仿製型，並成立了全球武器公司（Global Arms）來銷售其M76仿製型武器，並且命名為M76A1。

### SW 76
SW 76是由位於俄亥俄州、最初是由約翰·史坦普爾於1986年註冊的JMB分配公司以原生管生產。除了槍機以外的所有的SW 76的部件與原型史密斯威森M76的部件可相互換。槍機不可相互換是由於槍機上的抽殼鈎的重新定位和史坦普爾的SW 76的機匣管的內徑是比原來的史密斯威森M76的稍大，需要在設置槍機的位置兩個套筒充當軸承表面以佔用機匣內的額外空間。

### 歐米茄760卡賓槍
2001年，亞利桑那州的戰術武器公司從事製造武器的零部件和機匣，將在市場上銷售歐米茄760卡賓槍。該槍為史密斯威森M76半自動專用彷製型武器。歐米茄760的初始銷售量輕快，但很快急轉直下。歐米茄令人失望的銷售表現最終導致公司決定停止生產，並且將從未被組裝成槍械的一些部件都拋棄。

## 使用國
- 巴拿马
- 尼加拉瓜
- 沙烏地阿拉伯
- 美国

## 流行文化

### 电影
- 1971年—《最后一个人》：由美軍中校羅伯特·內維爾（Robert Neville，查尔顿·赫斯顿飾演）和麗莎（Lisa，羅莎琳德·察莎飾演）所使用。
- 1975年—：移除槍托和縮短槍管並且由搶劫同夥薩瓦多爾·“薩爾”·納丘里爾（Salvatore "Sal" Naturile，約翰·卡佐爾飾演）所使用。
- 2008年—：使用並聯彈匣供彈，由腐敗的洛杉磯縣警察局副手弗里蒙特（Fremont，岑·沙希德·斯隆飾演）用於便利店以及公寓槍戰。
- 2008年—：由小（The Joker，希斯·萊傑飾演）用以襲擊蝙蝠摩托車和一些民用車，亦由稻草人的手下所使用。
- 2015年—：由一名卡特爾毒販槍手用在美墨邊境駁火當中。

## 外部連結
- （英文）—Modern Firearms－Smith & Wesson M76
- （英文）—The Firearm Blog.com－Shooting the Awesome MK760 Submachine Gun （页面存档备份，存于）
- （英文）—weaponsystems.net—Carl Gustaf M/45（页面存档备份，存于）
- （英文）—Military, Security and Civilian Guns and Equipment.com—Smith & Wesson SW Model 76 (M76) （页面存档备份，存于）